# Pencak silat tại Đại hội Thể thao Đông Nam Á 1987
Pencak silat tại Đại hội Thể thao Đông Nam Á năm 1987 được tổ chức tại Jakarta, Indonesia, từ ngày 9 đến 20 tháng 9 năm 1987. Nội dung thi đấu chủ yếu là và đối kháng (tanding), dành cho cả nam và nữ với nhiều hạng cân khác nhau. Đây là một trong những môn thể thao tiêu biểu của đại hội, mang đậm bản sắc văn hóa khu vực Đông Nam Á. Lần đầu tiên một môn thể thao võ thuật truyền thống của một quốc gia Đông Nam Á được đem vào thi đấu. Chủ nhà Indonesia nhất toàn đoàn với 11 tấm huy chương vàng.

## Tóm tắt kết quả

### Nam
| Hạng cân   | Vàng             | Bạc                   | Đồng                    |
| ---------- | ---------------- | --------------------- | ----------------------- |
| 45 kg      | Mohd Rafee Yakub | Dedi Marani           | Edros Mayalin           |
| 55 kg      | Joko Widodo      | Mohd Anwar Abdul Aziz | Ahmad Wardi Salim       |
| Class C    | Ahmad Khuesaeri  | Faisal Mahyuddin      | Asman Amat              |
| Class D    | Darul Wisnu      | Zakri Ibrahim         | Asrin Abdul Rahim       |
| Class E    | Biari            | Abdul Razak Ibrahim   | Zakaria Daud            |
| Class F    | Zabidi Ali       | Tony Widjaya          | Ahmad Fandi Othman      |
| Class G    | I Wayan Muda     | Bordintra Klaimanee   | Wan Mohd Aminuddin Baki |
| Class H    | I Wayan Muda     | Durahman              | Azam Haji Abbas         |
| Class I    | Sarno            | Wong Eng Bu           | Fauzi Abdul Aziz        |
| Free Class | Oong Sumaryono   | Mohd Rhusdi Abdullah  | Azam Abdullah           |

### Women's
| Hạng cân        | Vàng                | Bạc            | Đồng              |
| --------------- | ------------------- | -------------- | ----------------- |
| 40–45 kg        | Hazrah Khanam       | Rina Widayati  | Khatijah Salleh   |
| Class B (45 kg) | Tri Wahyuni Waidjan | Badriah Hosni  | Salbiah Salleh    |
| Class C (55 kg) | Nuryani Hamid       | Manit Sookaw   | Yuszarinah Yusoff |
| Class D (60 kg) | Ni Made Wahyuni     | Sopis Srivisat |                   |
| Class E (65 kg) | Elvina Lumban Raja  | Zaleha Suradi  |                   |

## Bảng huy chương
| Hạng               | Đoàn               | Vàng | Bạc | Đồng | Tổng số |
| ------------------ | ------------------ | ---- | --- | ---- | ------- |
| 1                  | Indonesia (INA)    | 11   | 4   | 0    | 15      |
| 2                  | Malaysia (MAS)     | 2    | 3   | 8    | 13      |
| 3                  | Brunei (BRU)       | 1    | 3   | 2    | 6       |
| 4                  | Singapore (SIN)    | 1    | 2   | 3    | 6       |
| 5                  | Thái Lan (THA)     | 0    | 3   | 0    | 3       |
| Tổng số (5 đơn vị) | Tổng số (5 đơn vị) | 15   | 15  | 13   | 43      |